# براد بریجواتر
براد بریجواتر (به انگلیسی: Brad Bridgewater) (زادهٔ ۲۹ مارس ۱۹۷۳) شناگر اهل ایالات متحده آمریکا است.